# Wang Shimin

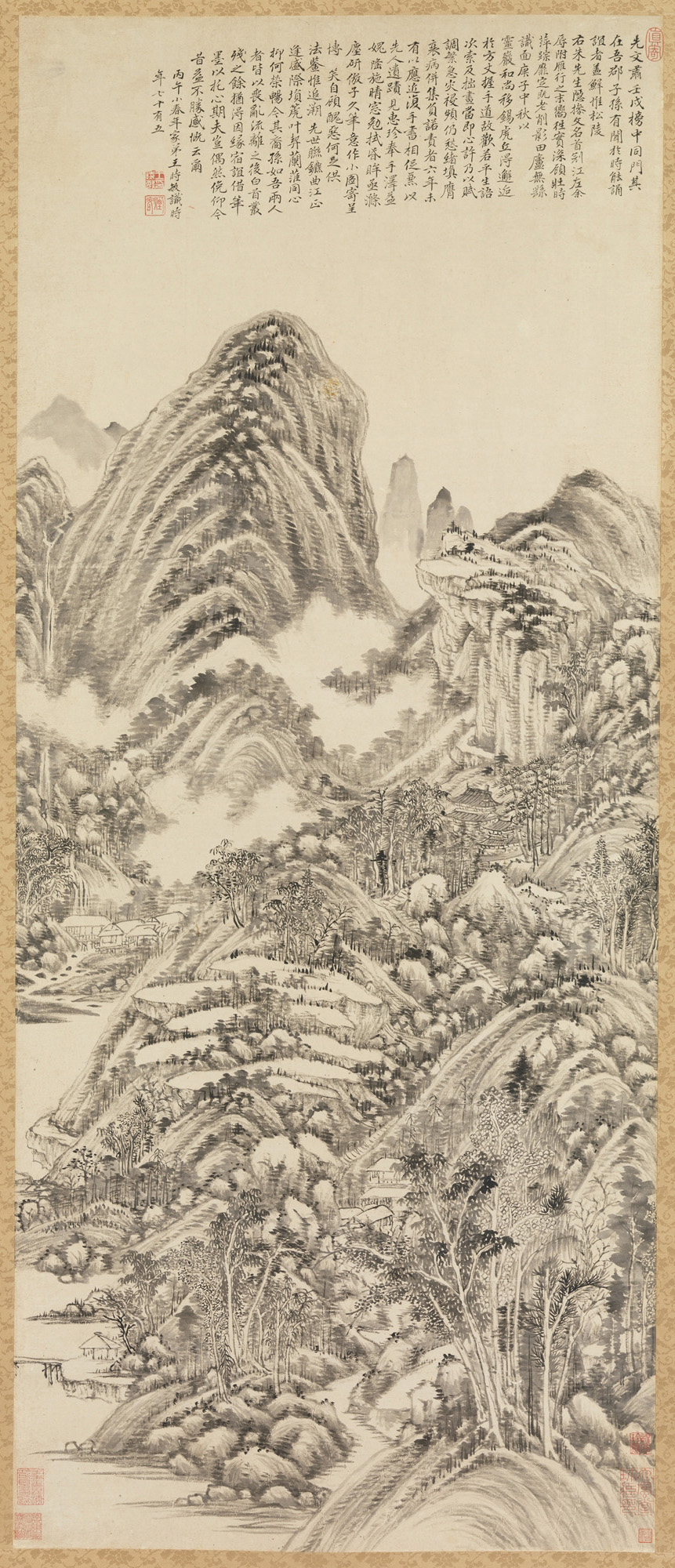
Wang Shimin, Pejzaż w stylu Huang Gongwanga, 1666, ze zbiorów Metropolitan Museum of Art w Nowym Jorku

Wang Shimin (chiń. upr. 王时敏; chiń. trad. 王時敏; pinyin Wáng Shímǐn; Wade-Giles Wang Shih-min; ur. 1592, zm. 1680) – chiński malarz z okresu wczesnej dynastii Qing.
Pochodził z prowincji Jiangsu, urodził się w bogatej rodzinie urzędniczej. Jego dziadek Wang Xijue był wielkim sekretarzem na dworze Mingów, ojciec Wang Heng był członkiem prestiżowej Akademii Hanlin. Sam Wang Shimin poszedł początkowo w ślady przodków i za panowania cesarza Chongzhena pozostawał w służbie cesarskiej. Po podboju Chin przez Mandżurów w 1644 roku wycofał się z działalności urzędniczej i przez resztę życia zajmował się malarstwem.
Podstawy edukacji malarskiej odebrał w młodości, uczył się u Dong Qichanga. Tworzył pejzaże naśladujące twórczość mistrzów epoki Yuan, szczególnym podziwem darzył Huang Gongwanga. Wspólnie ze swoimi uczniami Wang Jianem i Wang Huiem oraz wnukiem Wang Yuanqi zaliczany jest do grupy tzw. „czterech Wangów”, która wspólnie z Yun Shoupingiem i Wu Li określana jest mianem „sześciu mistrzów epoki Qing”.